# Agis I
Agis I (en griego antiguo Ἄγις) fue un legendario rey de Esparta, epónimo de la dinastía de los Agíadas. Era hijo de Eurístenes, primer monarca de la dinastía, que gobernó la ciudad junto con los Euripóntidas. Su genealogía, según Heródoto, puede remontarse hasta el legendario Heracles, pasando por los también legendarios Aristodemo, Aristómaco, Cleodeo e Hilo, y la propia figura de Agis I es más mitológica que histórica.
La tradición atribuye a Agis la captura de la ciudad marítima de Helos, que se resistió a sus intentos de eliminar sus privilegios (privilegios que les habían sido otorgados por Eurístenes). Los habitantes de la ciudad intentaron rebelarse frente el control espartano, pero fueron derrotados por Agis. Estos habitantes darían lugar a una clase social inferior, la de los hilotas, reducida a la servidumbre en la sociedad espartana. Bajo su reino se fundó una colonia en Creta, bajo el mando de Polis y Delfos.
Según Eusebio de Cesarea, reinó sólo un año. Según Apolodoro de Atenas, reinó 31 años.[cita requerida]